# کوشت
کوشت (به انگلیسی: Kosht) یک منطقهٔ مسکونی در پاکستان است که در خیبر پختونخوا واقع شده‌است.